# Balice (gromada w powiecie krakowskim)
Balice – dawna gromada, czyli najmniejsza jednostka podziału terytorialnego Polskiej Rzeczypospolitej Ludowej w latach 1954–1972.
Gromady, z gromadzkimi radami narodowymi (GRN) jako organami władzy najniższego stopnia na wsi, funkcjonowały od reformy reorganizującej administrację wiejską przeprowadzonej jesienią 1954 do momentu ich zniesienia z dniem 1 stycznia 1973, tym samym wypierając organizację gminną w latach 1954–1972.
Gromadę Balice z siedzibą GRN w Balicach utworzono – jako jedną z 8759 gromad na obszarze Polski – w powiecie krakowskim w woj. krakowskim, na mocy uchwały nr 22/IV/54 WRN w Krakowie z dnia 6 października 1954. W skład jednostki weszły obszary dotychczasowych gromad Balice, Burów i Aleksandrowice (bez przysiółków Kleszczów i Kochanów) ze zniesionej gminy Liszki w tymże powiecie. Dla gromady ustalono 20 członków gromadzkiej rady narodowej.
31 grudnia 1961 do gromady Balice przyłączono wsie Morawica i Chrosna ze zniesionej gromady Morawica.
Gromadę zniesiono 1 stycznia 1969, a jej obszar włączono do gromad Zabierzów (wsie Aleksandrowice, Balice, Burów i Szczyglice) i Liszki (wsie Chrosna i Morawica).